# Maxime Péault

a Compétitions nationales et continentales officielles uniquement.

Maxime Péault, né le 20 septembre 1992, est un joueur de rugby à XIII français évoluant au poste d'ailier. Formé à Limoux, il est le petit-fils de Louis Delpech ancien joueur de rugby à XIII et le frère jumeau de Romain Péault également joueur de rugby à XIII. Après des débuts à Limoux, il rejoint Carcassonne avant de revenir à Limoux. Avec ce dernier, il remporte le titres de Championnat de France 2017.

## Palmarès
- Vainqueur du Championnat de France : 2012 (Carcassonne), 2016 et 2017 (Limoux).
- Finaliste du Championnat de France : 2018 et 2022 (Limoux).
- Finaliste de la Coupe de France : 2016 (Limoux).

### En club
| Saison    | Club        | Compétition           | Matchs | Points | Essais | Goals | Drops |
| --------- | ----------- | --------------------- | ------ | ------ | ------ | ----- | ----- |
| 2010-2011 | Limoux      | Championnat de France | 2      | -      | -      | -     | -     |
| 2011-2012 | Carcassonne | Championnat de France | 4      | 4      | 1      | -     | -     |
| 2012-2013 | Carcassonne | Championnat de France | 2      | -      | -      | -     | -     |
| 2013-2014 | ?           | -                     | -      | -      | -      | -     | -     |
| 2014-2015 | ?           | -                     | -      | -      | -      | -     | -     |
| 2015-2016 | ?           | -                     | -      | -      | -      | -     | -     |
| 2016-2017 | Limoux      | Championnat de France | 18     | 12     | 3      | -     | -     |
| 2017-2018 | Limoux      | Championnat de France | 15     | 4      | 1      | -     | -     |
| 2018-2019 | Limoux      | Championnat de France | 12     | 8      | 2      | -     | -     |
| 2019-2020 | Limoux      | Championnat de France | 7      | -      | -      | -     | -     |
| 2020-2021 | Limoux      | Championnat de France | 9      | 12     | 3      | -     | -     |